# 遊山船
『遊山船』または『遊山舟』（ゆさんぶね）は、上方落語の演目。
喜六が眺めていた船遊びをする人々の中に錨柄の浴衣をそろいで着た一行がおり、声を掛けると当意即妙な答が返ってきたので、帰宅して妻に真似をさせようとする模様を描く。
宇井無愁は安永2年（1773年）刊『仕方囃口拍子』収録の「碇」（錨模様の袷を見せた男が「変な模様」と言われて「ぶちころしても流れぬためサ」と答える内容）を挙げている。また、前田勇『上方落語の歴史 増補改訂版』には、桂松光が万延2年（1861年）に作成した演目帳『風流昔噺』に「夏船遊いかり湯方そろゑばなし 但シさってもきたないいかりの模様質おいても流れんように」と記載されていることが紹介されている。
5代目笑福亭松鶴の十八番だった。

## あらすじ
大川に夕涼みに来た喜六と清八。浪花橋から見下ろすと、揃いの錨の柄を着た連中をのせた屋形船が通りかかる。清八が「さてもきれいな錨の模様」と褒めると、船上の女性は「風が吹いても流れんように」と粋に返す。清八から「お前のかみさんには、こんな粋なことは言えないだろう」と言われた喜六は家に帰り、錨の柄の古い着物を引っ張り出して女房に着せ、舟に見立てたたらいに立たせる。その着物のきたないこと。橋に見立てた天窓から「いやぁ、きたないなぁ。見ればきたない錨の模様」と声をかけると、女房は機転を利かして「質に置いても流れんように」と返すのだった。

## バリエーション
6代目笑福亭松鶴は（「見ればきたない錨の模様」を）「さってもきたない錨の模様」と変えているが、これは前記の『風流昔噺』と同じ言い回しである。また前田勇によると、早く切り上げるときには「流れん先に利上げしといた」という落ち（サゲ）も使われるとしている。

## 作品の舞台
大阪では、豊臣秀吉により開削された東横堀川を皮切りに縦横に堀川が巡らされ、舟運による経済発展に寄与する。冷房機器はおろか扇風機もない時代において、川沿いの水辺は庶民にとって格好の納涼の場となった。大川納涼場は明暦年間に始まり、明治の終わりごろまで賑わいが続いたと考えられている。浪花橋（難波橋とも。読みはいずれも「なにわばし」）・天神橋・天満橋は浪華三大橋と呼ばれ、中でも眺望に優れた浪花橋は花火見物や夕涼みに人気があった。橋上の露店のほか、1899年の新聞には涼み船相手にうどん、ぜんざい、アイスクリームなどを売る物売船の挿絵が掲載されている。
令和の現在においては、大阪水上バス「アクアライナー」が大川の難波橋下を通年航行している。